# 7232 Набоков
7232 Набоков (7232 Nabokov) — астероїд головного поясу, відкритий 20 жовтня 1985 року.
Тіссеранів параметр щодо Юпітера — 3,529.
Названо на честь Володимира Набокова (1899-1977) російського і американського письменника.